# كين فراي
كين فراي (بالإنجليزية: Ken Fry)‏ هو سياسي أسترالي، ولد في 8 نوفمبر 1920 في إينفيريل في أستراليا، وتوفي في 10 أكتوبر 2007 في أستراليا. حزبياً، نشط في حزب العمال الأسترالي. وقد انتخب عضو مجلس النواب الأسترالي عن دائرة Division of Fraser (Australian Capital Territory) ‏ (18 مايو 1974 – 26 أكتوبر 1984).